# 580
580 (DLXXX) fue un año bisiesto comenzado en lunes del calendario juliano, en vigor en aquella fecha.

## Acontecimientos
- El príncipe visigodo Hermenegildo se proclama rey del reino visigodo de Hispania en Sevilla, aclamado por los clérigos y los nobles al grito de “Dios conceda vida al rey”, acuñando moneda con su título, aunque reconociendo también la dignidad de rey a su padre. Los visigodos de la Bética y la Lusitania acatan a Hermenegildo, produciéndose una rebelión de grandes proporciones en el reino hispano. Presuntamente los arrianos son despojados de sus iglesias y perseguidos en las provincias sublevadas.
- Concilio arriano de Toledo, a instancias del rey Leovigildo.
- Debate teológico entre Masona y Sunna, en Mérida.
- El obispo de Sevilla, Leandro, viaja a Constantinopla para solicitar al emperador que ayude activamente al rebelde príncipe Hermenegildo, pero el mal estado de las finanzas del Imperio, que no permiten una expedición militar, limitan su apoyo a vagas promesas.
- El rey Miro de los suevos, atemorizado por el poderío militar de Leovigildo, apoya a Hermenegildo en su rebelión, enviando una embajada al rey franco Gontram de Borgoña y otra a los bizantinos para que le ayudasen en la guerra civil. Un visigodo arriano llamado Agila dialoga con San Gregorio de Tours y le dice: “aunque nosotros no creamos en lo mismo que tú, no hablamos mal de ello, porque el tener una u otra opinión no debe ser considerado un crimen”. Avisado por unos amigos que el rey Leovigildo ha enviado hombres con orden de matarlo, Fronimius, obispo de Agda, huye al reino franco.
- El Senado romano envía un embajador a Constantinopla, el último acto de esta cámara del que se tiene registro.

## Nacimientos
- Máximo el Confesor monje y erudito cristiano.
- Pipino el Viejo, mayordomo de la casa de Neustria primer miembro de los llamados Pipínidas.
- Bilal Ibn Rabah, primer almuecín.
- Casiodoro, político y escritor latino. (n.485).

## Fallecimientos
- Martín de Braga, obispo.
- Casiodoro, político y escritor latino.